# Love & Life
Love & Life é o sexto álbum de estúdio da cantora estadunidense Mary J. Blige, lançado nos Estados Unidos da América em 26 de agosto de 2003, em parceria da gravadora Geffen Records. O álbum foi primeiramente produzido por Sean 'Diddy' Combs, o qual produziu também seus dois primeiros álbuns, What's the 411? e My Life. A produção adicional foi realizada por Dr. Dre e The Hitmen.
Estreou na primeira posição do Billboard 200, e foi apenas seu segundo LP a conseguir tal feito, sendo o primeiro o disco de 1997 Share My World. Recebeu vários remixes de críticos musicais. A Allmusic classificou o álbum como quatro estrelas, e a Rolling Stone com três.
Love & Life recebeu uma certificação de platina pela Recording Industry Association of America (RIAA). Desde o seu lançamento, o álbum vendeu cerca de um milhão de cópias nos Estados Unidos e dois no mundo inteiro. Foi nomeado no Grammy Awards 2004 para concorrer ao prêmio de melhor álbum R&B.

## Faixas
| #  | Música                                 | Duração | Escritores | Produtor(es)                                                                |
| -- | -------------------------------------- | ------- | --- | --------------------------------------------------------------------------- |
| 1  | "Love & Life Intro" (f/ Jay-Z & Diddy) | 2:48    | Mary J. Blige, Shawn Carter, D. Christo, Sean Combs, L. McCann                                                         | Sean "Diddy" Combs do The Hitmen                                            |
| 2  | "Don't Go"                             | 4:28    | Blige, B. Miller, D. Angelettie, Combs, J. Williams, J. Mercer                                                         | Sean "Diddy" Combs & Deric "D-Dot" Angelettie do The Hitmen                 |
| 3  | "When We"                              | 3:36    | Blige, M. Jamison, A. Creamer, Mario Winans, Combs, A. Ross, L. Ware                                                   | Sean "Diddy" Combs do The Hitmen                                            |
| 4  | "Not Today" (f/ Eve)                   | 4:13    | Blige, Miller, Andre Young, R. Feemster, Mike Elizondo, Eve Jeffers                                                    | Dr. Dre                                                                     |
| 5  | "Finally Made It (Interlude)"          | 1:39    | Blige, Angelettie, Combs, R. Holland                                                                                   | Sean "Diddy" Combs & Deric "D-Dot" Angelettie for The Hitmen                |
| 6  | "Ooh!"                                 | 4:07    | Blige, Jamison, D. Christo, Combs, H. Bohannon                                                                         | Sean "Diddy" Combs for The Hitmen                                           |
| 7  | "Let Me Be The 1" (f/ 50 Cent)         | 4:40    | Blige, Jamison, Curtis Jackson, M. Crosby, C. Sanchez, Combs, S. Barnes, George Clinton, T. Lindsey                    | Sean "Diddy" Combs for The Hitmen                                           |
| 8  | "Love @ 1st Sight" (f/ Method Man)     | 5:18    | Blige, Jamison, Winans, Combs, Clifford Smith, S. Jordan, K. Fareed, K. Ibn, A. Muhammed, M.Taylor                     | Sean "Diddy" Combs, Mario Winans, & Steven "Stevie J" Jordan for The Hitmen |
| 9  | "Willing & Waiting"                    | 4:19    | Blige, Jamison, A. Creamer, D. Lewis, W. Lewis                                                                         | Sean "Diddy" Combs for The Hitmen                                           |
| 10 | "Free (Interlude)"                     | 2:04    | Blige, Winans | Sean "Diddy" Combs & Mario Winans for The Hitmen                            |
| 11 | "Friends"                              | 4:02    | Blige, S. Foote, M. Hasan, T. Brock, R. Taylor, B. White                                                               | Sean "Diddy" Combs & Mario Winans for The Hitmen                            |
| 12 | "Press On"                             | 4:17    | Blige, K. Gist, C. Cofield, D. Crofts, J. Seals                                                                        | Sean "Diddy" Combs for The Hitmen                                           |
| 13 | "Feel Like Makin' Love"                | 4:42    | Blige, Jamison, S. Jordan, Combs                                                                                       | Sean "Diddy" Combs & Steven "Stevie J" Jordan for The Hitmen                |
| 14 | "It's A Wrap"                          | 4:20    | Blige, Winans, Combs                                                                                                   | Sean "Diddy" Combs & Mario Winans for The Hitmen                            |
| 15 | "Message In Our Music (Interlude)"     | 2:14    | Blige, Robert Bell, Ronald Bell, George Brown, Robert Mickens, Claydes Smith, A. Taylor, Dennis Thomas, Rick Westfield | Sean "Diddy" Combs for The Hitmen                                           |
| 16 | "All My Love"                          | 4:16    | Blige, Miller, D. Christo, Combs, D. Addrisi, R. Addrisi                                                               | Sean "Diddy" Combs for The Hitmen                                           |
| 17 | "Special Part Of Me"                   | 4:33    | Blige, Combs, Winans                                                                                                   | Sean "Diddy" Combs & Mario Winans for The Hitmen                            |
| 18 | "Ultimate Relationship (A.M.)"         | 5:05    | D. Lawrence, S. White                                                                                                  | Sean "Diddy" Combs for The Hitmen                                           |

## Desempenho

### Posições
| Tabelasd musicais (2003)                | Melhor posição |
| --------------------------------------- | -------------- |
| Estados Unidos - Billboard 200          | 1              |
| Estados Unidos - Top R&B/Hip-Hop Albums | 1              |
| Canadá - Canadian Albums Chart          | 6              |
| Alemanha - German Albums Chart          | 21             |